# Hanna Sarkkinen
Hanna Sarkkinen   (Oulunsalo, 18 d'abril de 1988) és una política finlandesa que exerceix al Parlament de Finlàndia per a l'Aliança d'Esquerra per a la circumscripció d'Oulu.
El juny de 2021 va ser nomenada ministra d'Afers Socials i Salut pel president Sauli Niinistö. A finals de gener de 2022 va anunciar que s'adoptarien diverses mesures per a fer front a la pandèmia de Covid-19 a Finlàndia, seguint l'exemple de Dinamarca. El juny de 2022 va viatjar a Estònia per a coordinar els sistemes d'allotjament i seguretat social entre els dos països per als refugiats ucraïnesos de la guerra russo-ucraïnesa. Tot i que el seu partit no havia decidit si donar suport o oposar-se a una adhesió de Finlàndia a l'OTAN, Sarkkinen va donar suport personalment a la candidatura.